# Aspasmogaster occidentalis
Aspasmogaster occidentalis är en fiskart som beskrevs av Hutchins, 1984. Aspasmogaster occidentalis ingår i släktet Aspasmogaster och familjen dubbelsugarfiskar. Inga underarter finns listade.